# Фрассилонго
Фрассилонго (итал. Frassilongo) — коммуна в Италии, располагается в провинции Тренто области Трентино-Альто-Адидже.
Население составляет 339 человек (2008 г.), плотность населения составляет 21 чел./км². Занимает площадь 16 км². Почтовый индекс — 38050. Телефонный код — 0461.
Покровителями коммуны почитаются святитель Николай, празднование 6 декабря, и святой Ульрих Аугсбургский.

## Демография
Динамика населения:

## Администрация коммуны
- Официальный сайт: